# Kent Nagano

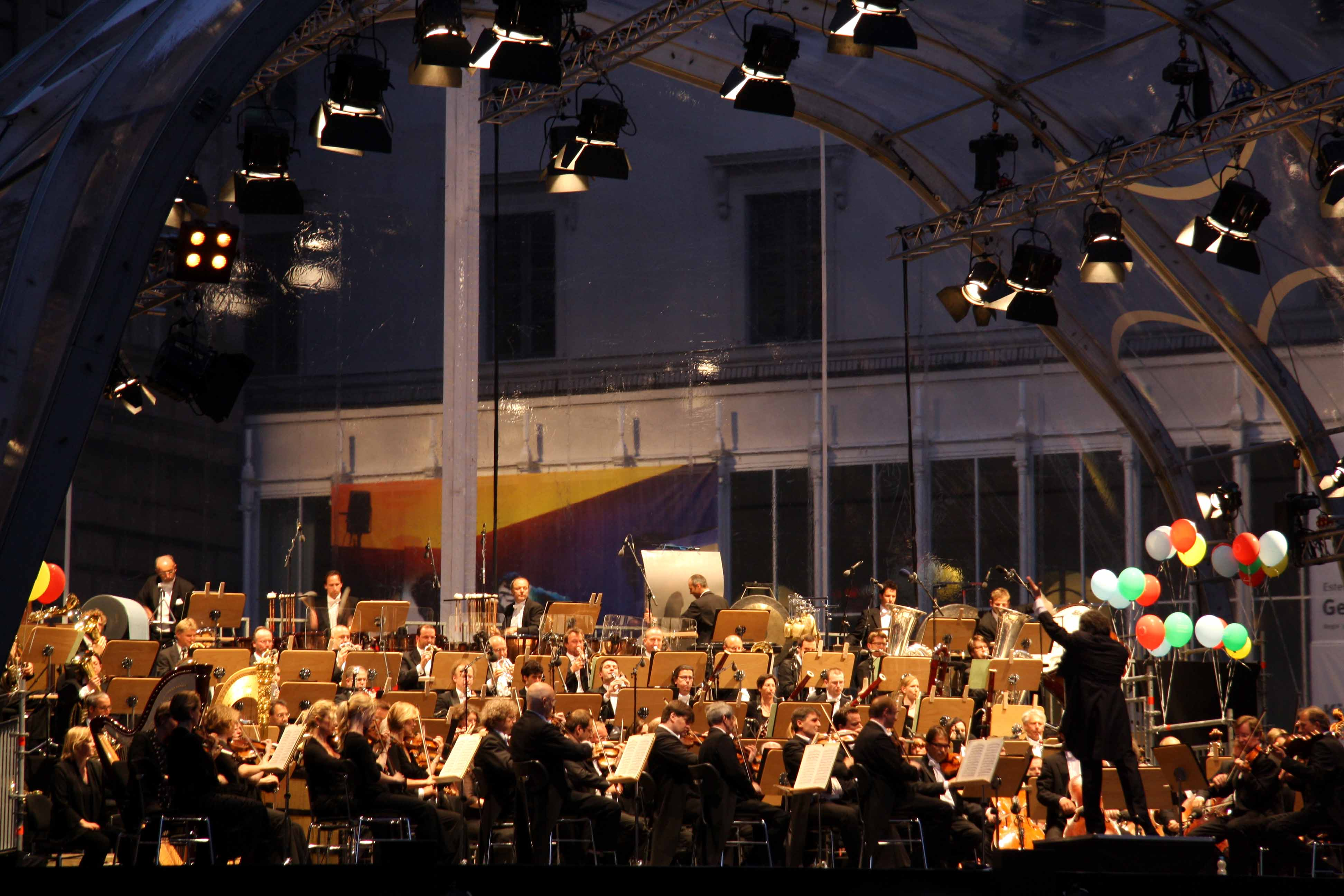
En Oper für Alle, Múnich, 2010

Kent Nagano (Berkeley, California, 22 de noviembre de 1951) es un director de orquesta anglo-estadounidense de origen japonés, director de la Ópera Estatal de Hamburgo desde 2015.

## Vida
Nagano nació en 1951 en Berkeley y creció en Morro Bay, también en California. Estudió en la Universidad de California en Santa Cruz y en la Universidad Estatal de San Francisco.

## Carrera
De 1988 a 1998, fue director musical de la Ópera Nacional de Lyon.
En 2006 fue nombrado director musical de la Orquesta Sinfónica de Montreal y de la Ópera Estatal de Baviera, cargo este último que ostentó hasta 2013.
En noviembre de 2005, fue nombrado doctor honoris causa de la Universidad McGill y algunos meses después, en abril de 2006, es la Universidad de Montreal la que le rinde este mismo homenaje.
El 6 de septiembre de 2006, participó en su primer concierto como director musical y de orquesta al frente de la Orquesta Sinfónica de Montreal que tuvo lugar en la sala Wilfrid-Pelletier de la Place des Arts (Montreal, Canadá). La obra interpretada fue la Sinfonía n.º 9 de Beethoven. Nagano ha dirigido también en múltiples ocasiones en el único teatro de ópera privado de Europa, el Festspielhaus Baden-Baden.
Entre 2015 y 2025 ostentó el cargo de Generalmusikdirektor o director general de música en la Orquesta Filarmónica de Hamburgo, que le nombró director honorario en 2023.
El 18 de diciembre de 2024 es nombrado Director titular y artístico de la Orquesta y Coros Nacionales de España.

## Premios y reconocimientos
- Orden del Mérito de Baviera.
- Orden del Sol Naciente de 4.ª clase
- En 2004 fue galardonado con el Oso de Berlín.
- En 2013 Gran Oficial de la Orden Nacional de Quebec.
- En 2017 fue nombrado Compañero de la Orden de las Artes y las Letras de Quebec.

| Predecesor: Charles Dutoit | Director Musical, Orquesta Sinfónica de Montreal 2006-       | Sucesor: en el cargo     |
| Predecesor: Zubin Mehta    | Director Musical General, Ópera Estatal de Baviera 2006-2013 | Sucesor: Kirill Petrenko |